# 蛭子山古墳
蛭子山古墳（えびすやまこふん）または蛭子山1号墳は、京都府与謝郡与謝野町字加悦・明石にある古墳。形状は前方後円墳。蛭子山古墳群を構成する古墳の1つ。国の史跡に指定され、舟形石棺は京都府指定有形文化財に指定されている。
網野銚子山古墳（京丹後市網野町）・神明山古墳（京丹後市丹後町）と合わせて「日本海三大古墳」と総称される。

## 概要

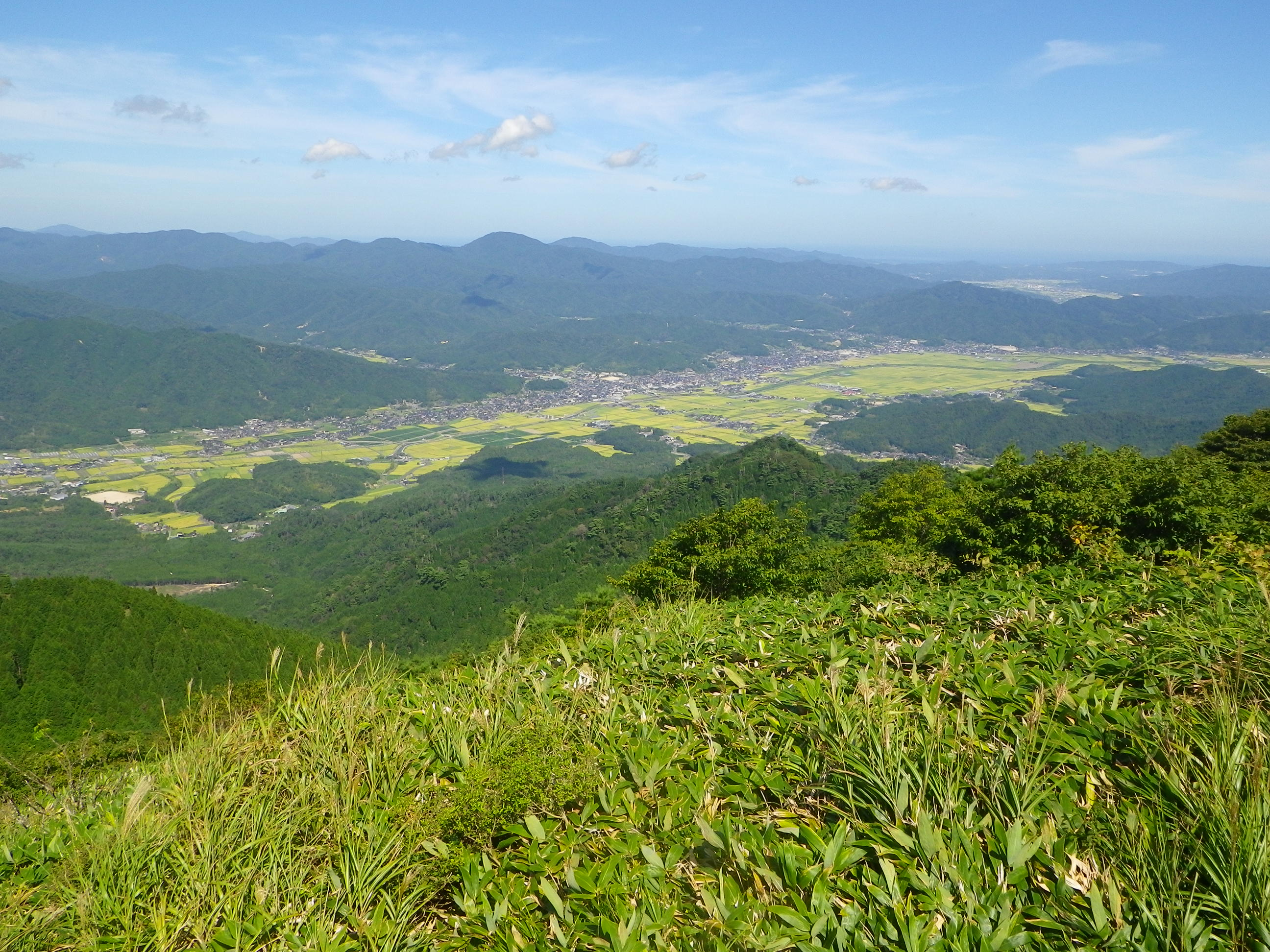
蛭子山古墳群の立地する加悦谷谷内には縄文・弥生・古墳時代にかけての多くの遺跡が分布する。

京都府北部、丹後半島付け根の加悦谷の東縁部、中位段丘上に築造された大型前方後円墳である。台地上ではこの1号墳含む古墳8基が分布し、これらは「蛭子山古墳群」と総称される。これまでに5次の発掘調査が実施されている。
墳形は前方後円形で、前方部を北西方に向ける。墳丘は3段築成。墳丘長は145メートルを測り、丹後半島では網野銚子山古墳（京丹後市網野町、201メートル）・神明山古墳（京丹後市丹後町、190メートル）に次ぐ第3位の規模になる。墳丘各段には埴輪列が巡らされているほか、墳丘外表には川原石の葺石が認められる。埋葬施設としては後円部中央において3基が認められており、そのうち中央の第1主体では舟形石棺および銅鏡・大刀などが発見されている。
この蛭子山1号墳は、古墳時代前期後半の4世紀中頃の築造と推定される。弥生時代末期から古墳時代前期にかけての丹後半島では、日本海交易により伸長した一定勢力が存在したことが知られ、蛭子山1号墳含む三大古墳はその様子を物語る古墳になる。なお、谷1つを隔てて南50メートルほどの位置には中・小規模の古墳5基からなる作山古墳群（国の史跡）も築造されており、特に作山1号墳には蛭子山1号墳との関連性が指摘される
古墳域は1930年（昭和5年）に2号墳・3号墳と合わせて「蛭子山古墳」として国の史跡に指定された。その後、作山古墳群（国の史跡）とともに復元・整備が行われ、1992年（平成4年）11月からは蛭子山古墳群・作山古墳群などを範囲とする加悦町古墳公園（現・与謝野町立古墳公園）が開園した。

## 遺跡歴
- 1927年（昭和2年）3月7日、北丹後地震に伴い後円部中央に地割れ。埴輪列の発見[1]。
- 1929年（昭和4年）
  - 墳頂にあった蛭子山神社の再建工事中、埴輪出土と舟形石棺の発見。次いで石棺の開蓋・引き上げ（第1次調査）[1]。
  - 11月、京都府調査会の西田直二郎・佐藤虎雄による調査[1]。
  - 12月、京都府調査会の梅原末治による考古学的調査（第2次調査）[1]。
- 1930年（昭和5年）7月8日、「蛭子山古墳」として国の史跡に指定[6]。
- 1984年（昭和59年）、石棺覆屋建て替えに伴う発掘調査（第3次調査）。石棺以外の埋葬施設の検出[4]。
- 1988年（昭和63年）、1号墳の範囲確認の発掘調査（第4次調査）[1]。
- 1990年（平成2年）、史跡整備に伴う発掘調査（第5次調査）[1]。
- 1992年（平成4年）、加悦町古墳公園（現・与謝野町立古墳公園）が開園[7]。
- 2019年（平成31年）3月29日、舟形石棺が京都府指定有形文化財に指定[8]

## 墳丘

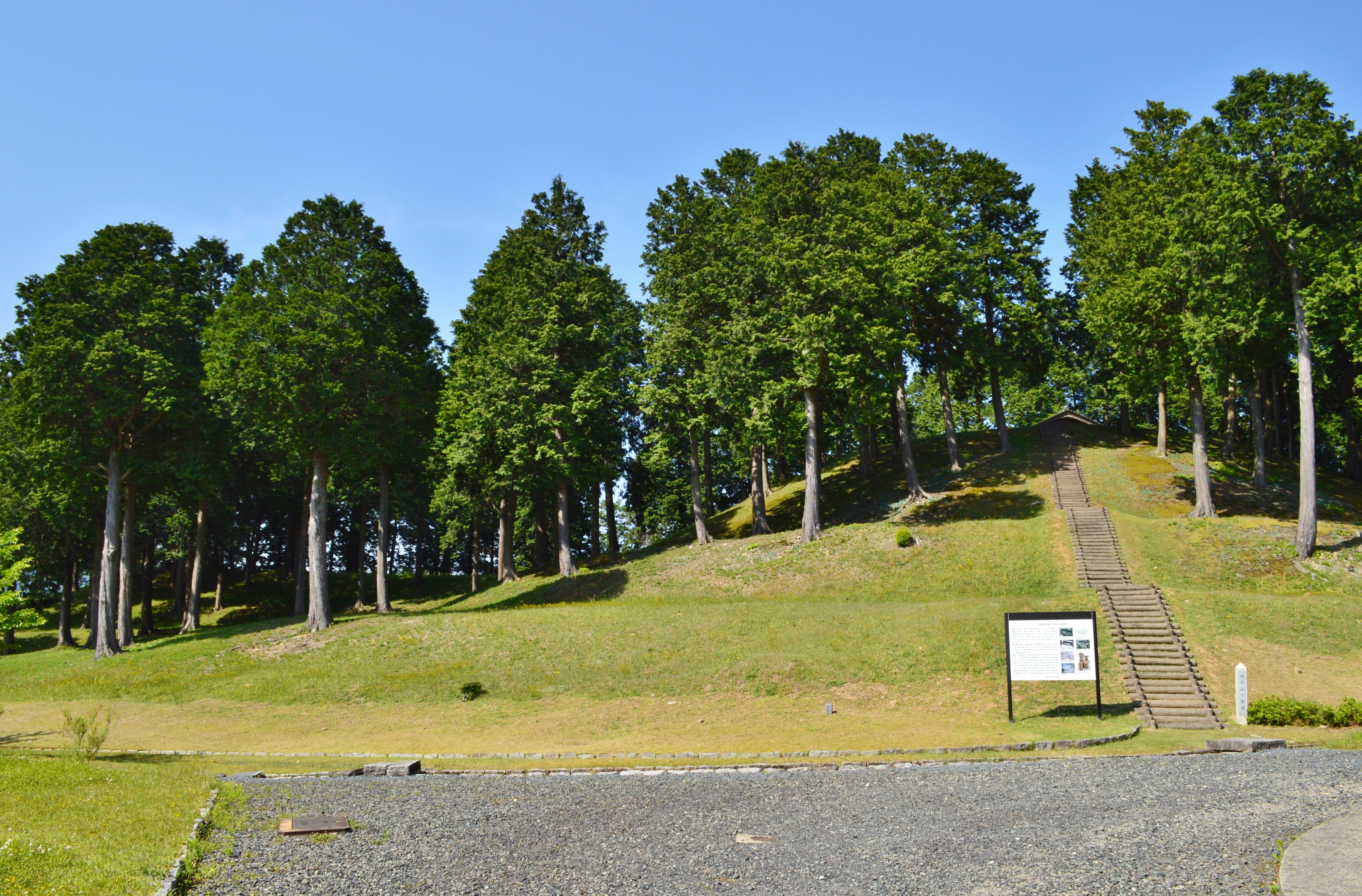
右に後円部、左奥に前方部後円部・前方部とも墳丘は3段築成。

墳丘の規模は次の通り。
- 墳丘長：145メートル（見かけ上は170メートル）
- 後円部 - 3段築成。墳丘主軸と直交方向にやや楕円形をなす。
  - 直径：約100メートル
  - 高さ：約16メートル
- 前方部 - 3段築成。
  - 幅：約62メートル
  - 高さ：約11メートル

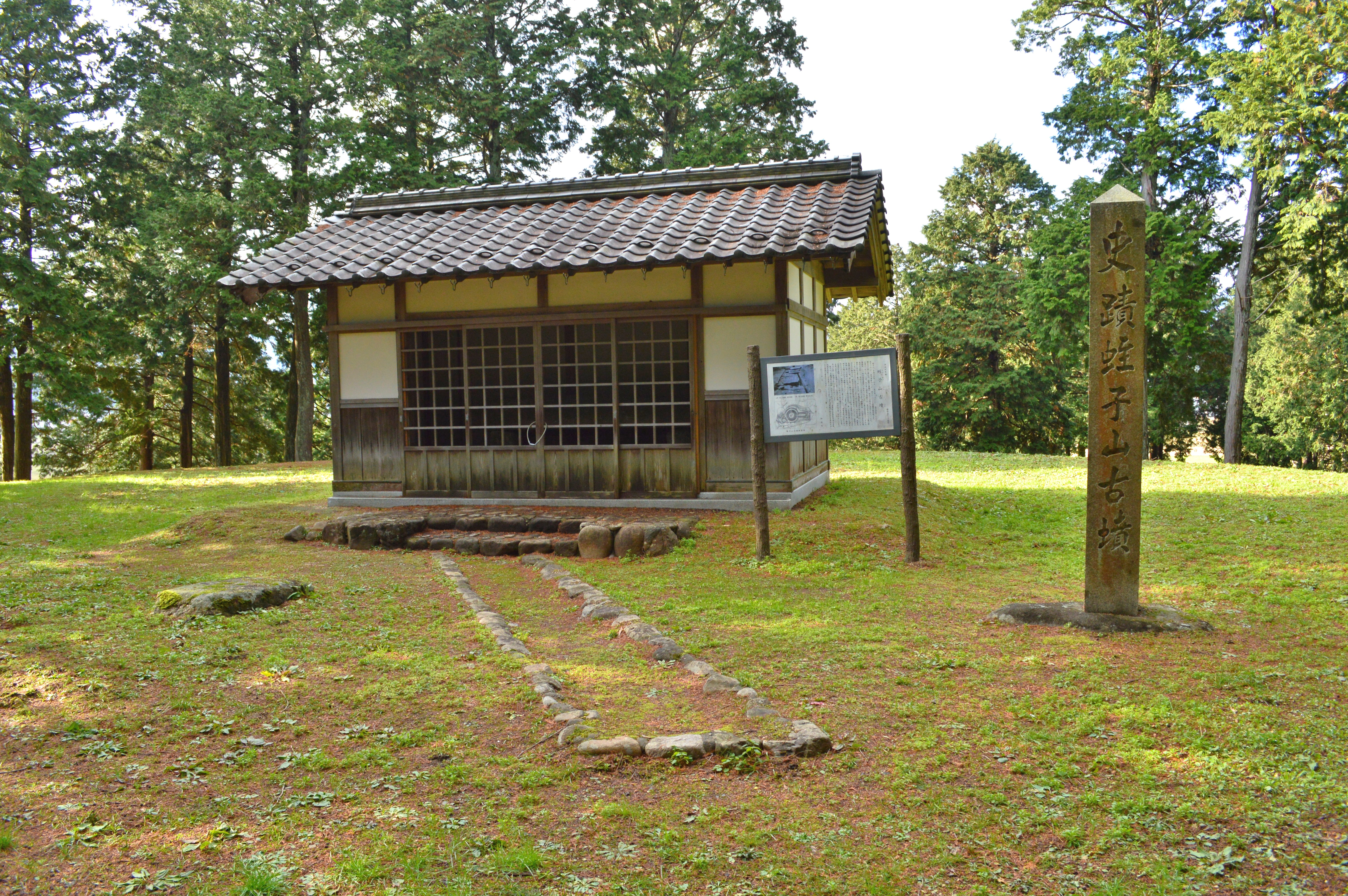
後円部墳頂 中央は舟形石棺の覆屋。
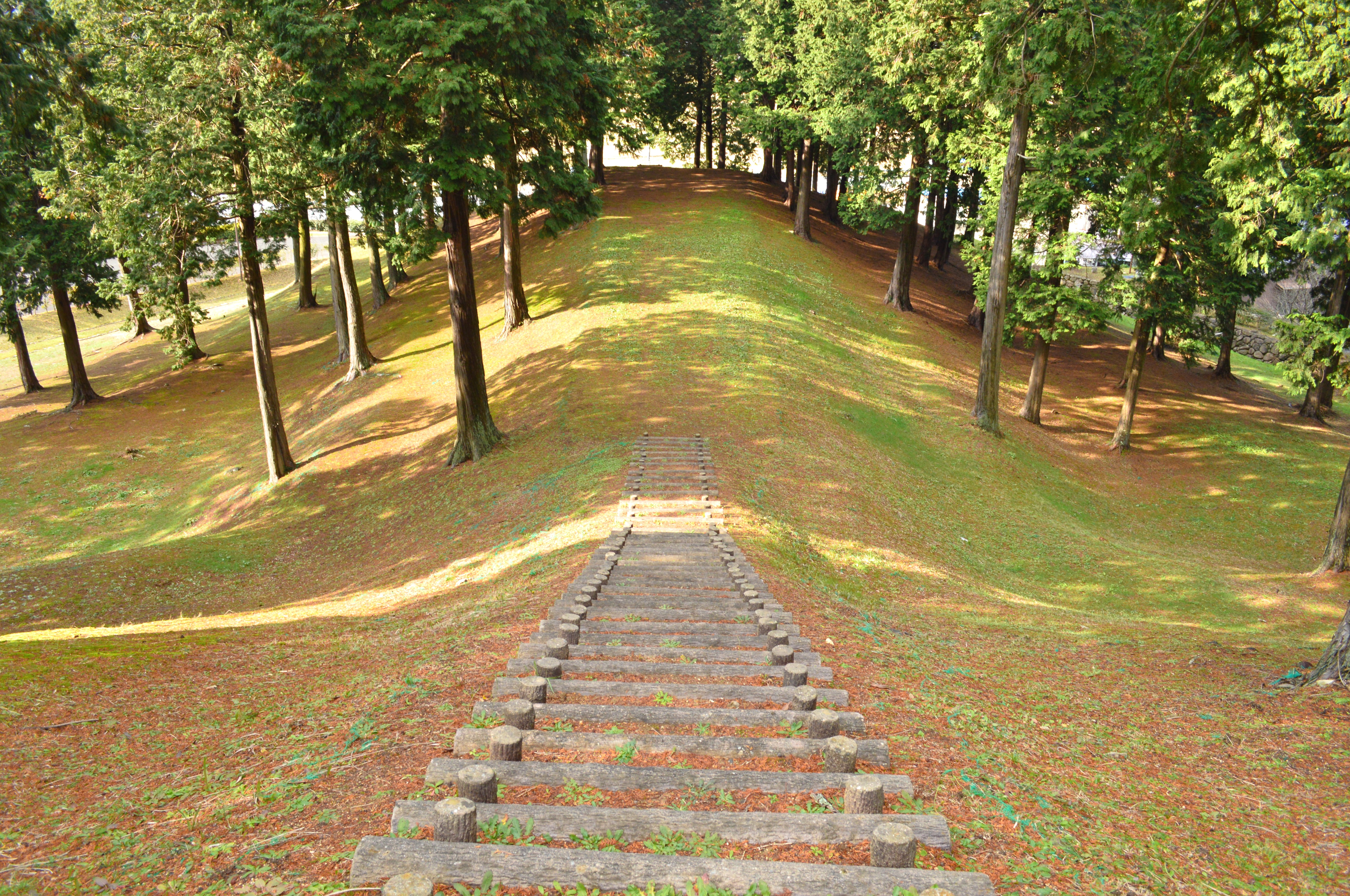
後円部から前方部を望む
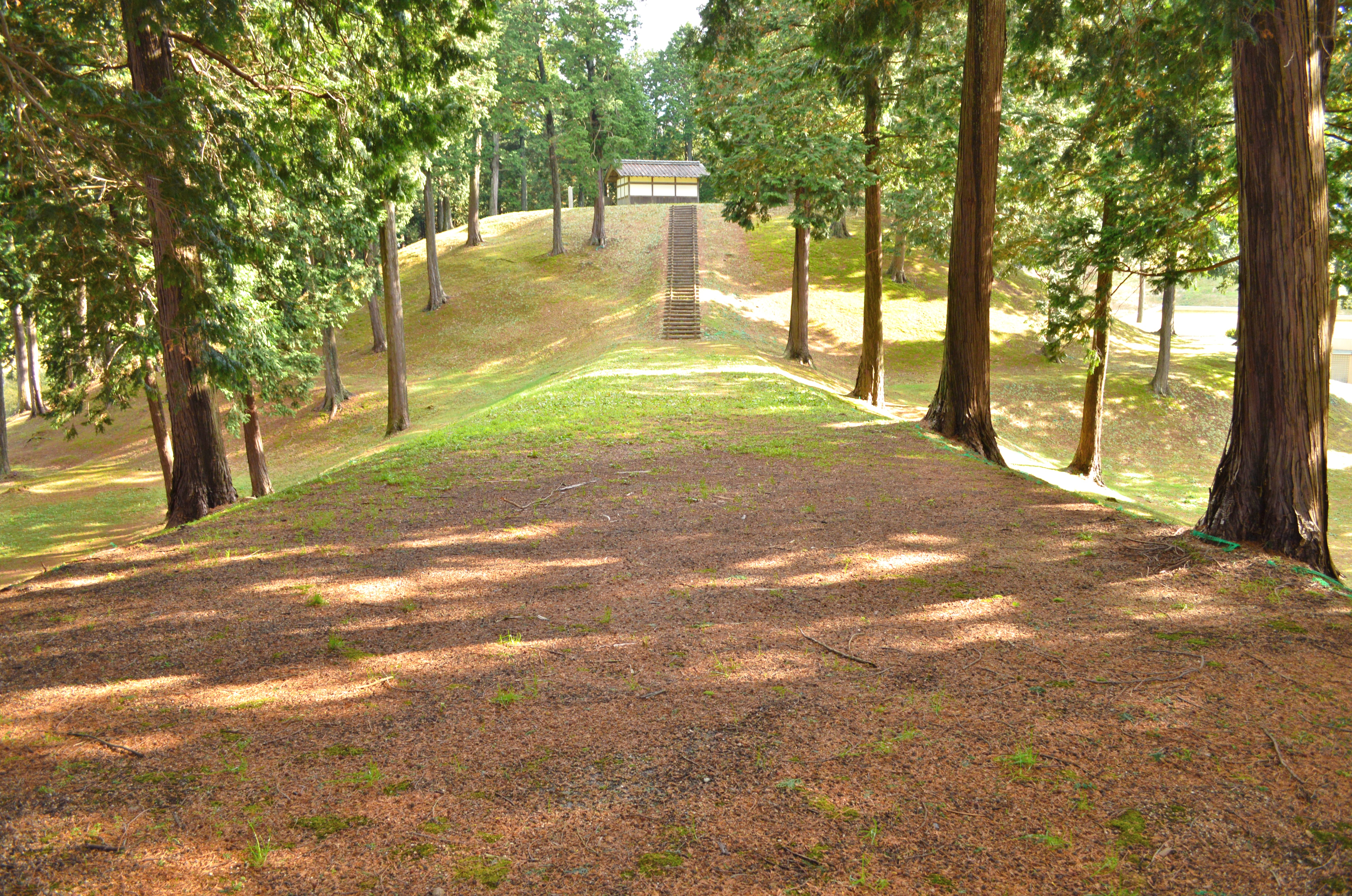
前方部から後円部を望む

## 埋葬施設

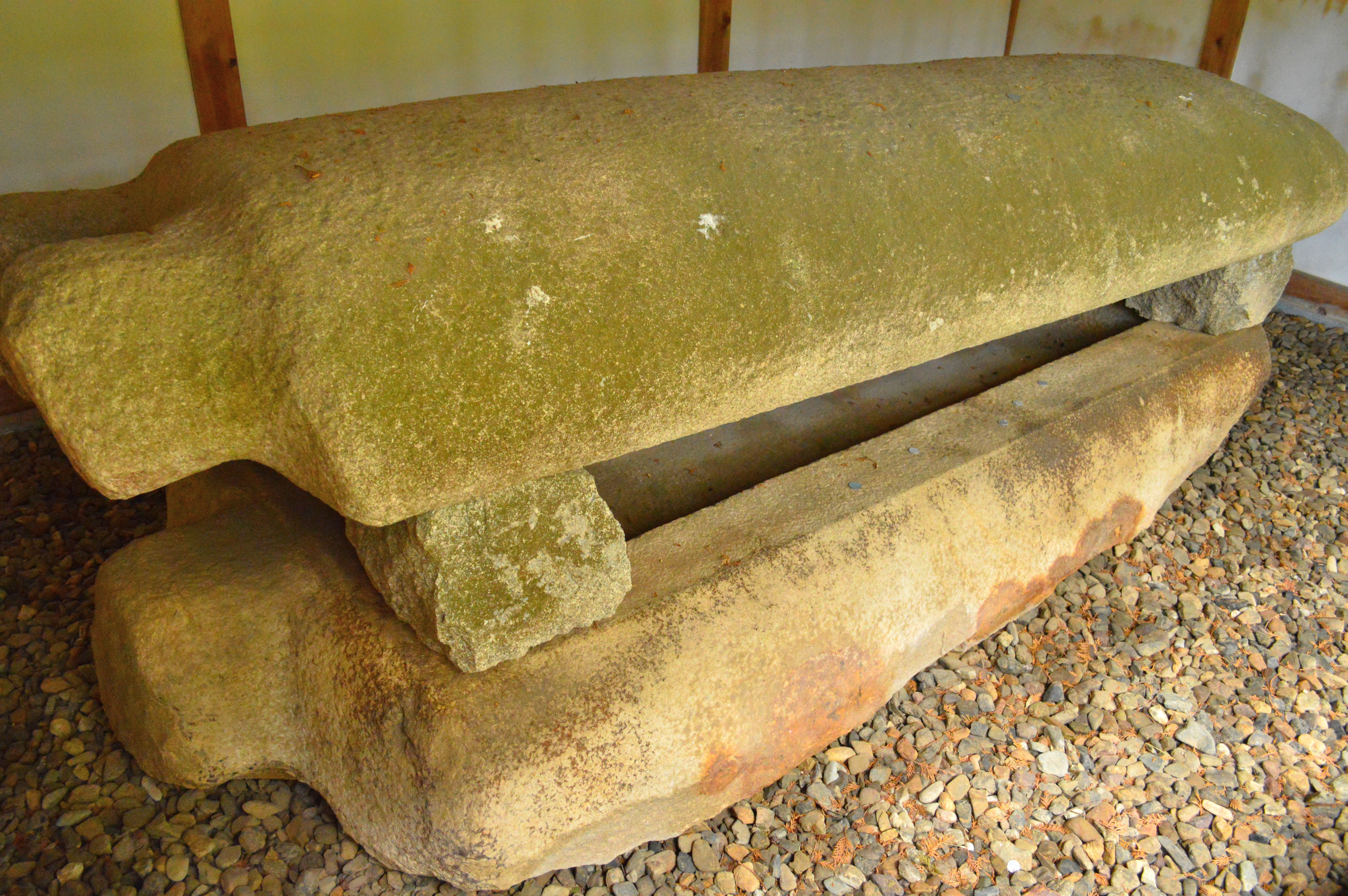
第1主体 舟形石棺
（京都府指定文化財）

埋葬施設としては、後円部中央に次の3基が認められている。
第1主体
中央。南北主軸の舟形石棺直葬。墓壙底面に礫を敷き、その上に花崗岩（加悦谷産）製の刳抜式舟形石棺を据える。石棺は全長3.1メートル・幅1.1メートルを測り、短辺側には突起を有するほか、内外にベンガラを塗り、頭位を南向きとして石枕を備える。棺内は荒らされていたが、調査では漢代の長宜子孫内行花文鏡および直刀などが発見された。また棺外からは、直刀・剣身・鉄鏃・鉄斧といった多数の鉄製武器類も検出された。舟形石棺は現在も埋没部上の覆屋内に安置・保存されている。
墓壙周囲には、南北6メートル・東西5.5メートルの範囲で溝が掘られ、そこに方形埴輪列が据えられていた。検出埴輪は33本で、元々の推定埴輪数は45本。この埴輪はほとんどが丹後型円筒埴輪と朝顔形埴輪で、コーナー部内側4ヶ所にのみ家形埴輪が置かれたとされる。
第2主体
東側。第1主体と平行する南北主軸の竪穴式石槨で、石槨内法は全長3.6メートル・幅0.6メートル・深さ0.6メートル。石槨内の詳細は不明。
墓壙周囲には南北5.5メートル・東西4メートルの範囲に方形埴輪列が巡らされていた。溝が掘られていた第1主体と異なり、1本ずつ据付穴が掘られていた。検出埴輪は11本で、元々の推定埴輪数は16本。埴輪の中には、家形埴輪や短甲形埴輪が認められている。
第3主体
西側。未調査のため詳細不明。墳丘主軸と直交方向の木棺直葬と推定され、墓壙が認められている。埴輪・葺石・段築は未確認。

## 出土品
これまでの調査で検出された主な出土品は次の通り。
第1主体
- 舟形石棺内
  - 長宜子孫内行花文鏡 1
  - 三葉環式鉄刀 1
- 石棺外
  - 鉄刀 5
  - 鉄剣
  - 鉄槍 20振
  - 鉄鏃 20余
  - 鉄斧 4
  - 鉄槍鉋 1

埴輪
- 丹後型円筒埴輪・朝顔形埴輪・形象埴輪（短甲形埴輪・鶏形埴輪・家形埴輪）

鉄槍 与謝野町古墳公園はにわ資料館展示。
埴輪群 与謝野町古墳公園はにわ資料館展示。
埴輪群 与謝野町古墳公園はにわ資料館展示。
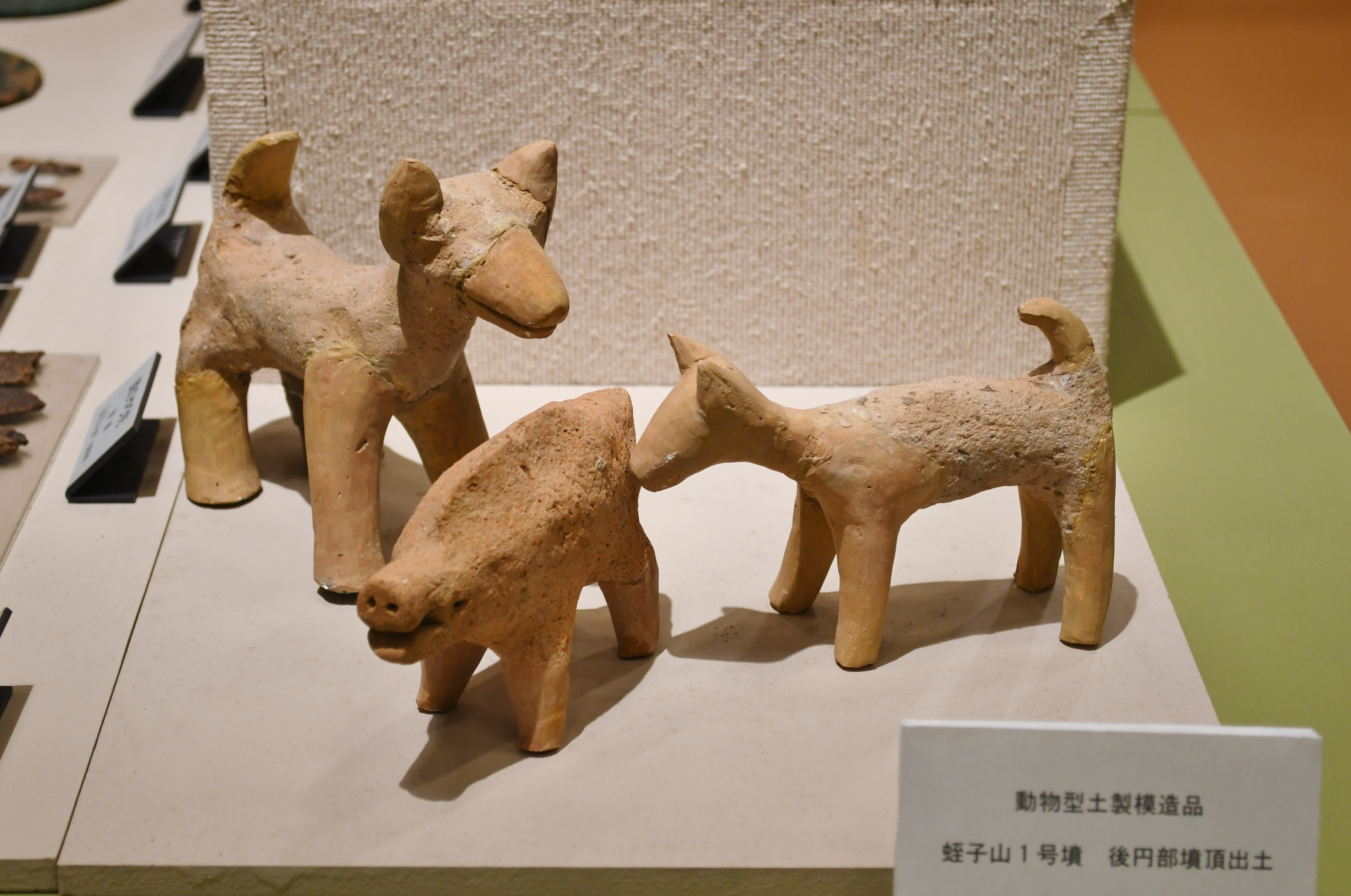
動物形土製品 後円部墳頂出土。与謝野町古墳公園はにわ資料館展示。

## 蛭子山古墳群
台地上では1号墳（上述）のほかにも古墳数基が分布し、これらは「蛭子山古墳群（えびすやまこふんぐん）」と総称される。遺跡台帳上では計8基とされ、1号墳・2号墳・3号墳の3基が国の史跡「蛭子山古墳」に指定されている。
2号墳
1号墳の東隣に築造された方墳。長辺42メートル、短辺32メートル、高さ4.75メートルを測る。南辺西寄りに造出を有する可能性が指摘される。墳丘は2段築成であるが、3号墳と接する東側にテラスはない。葺石は存在しない可能性が高いとされ、墳頂部では埴輪の存在が確実と見られているが、詳細は明らかでない。この2号墳は、1号墳からやや後出する近い時期の築造と推定されている。
3号墳
一辺15メートル、高さ1.5メートルの方墳。未調査で詳細は明らかでない。
4-8号墳は小円墳とされるが（直径10メートル前後）、8号墳は墳丘を残すものの4-7号墳に関しては詳らかでなく、弥生時代の墓の可能性も指摘される。

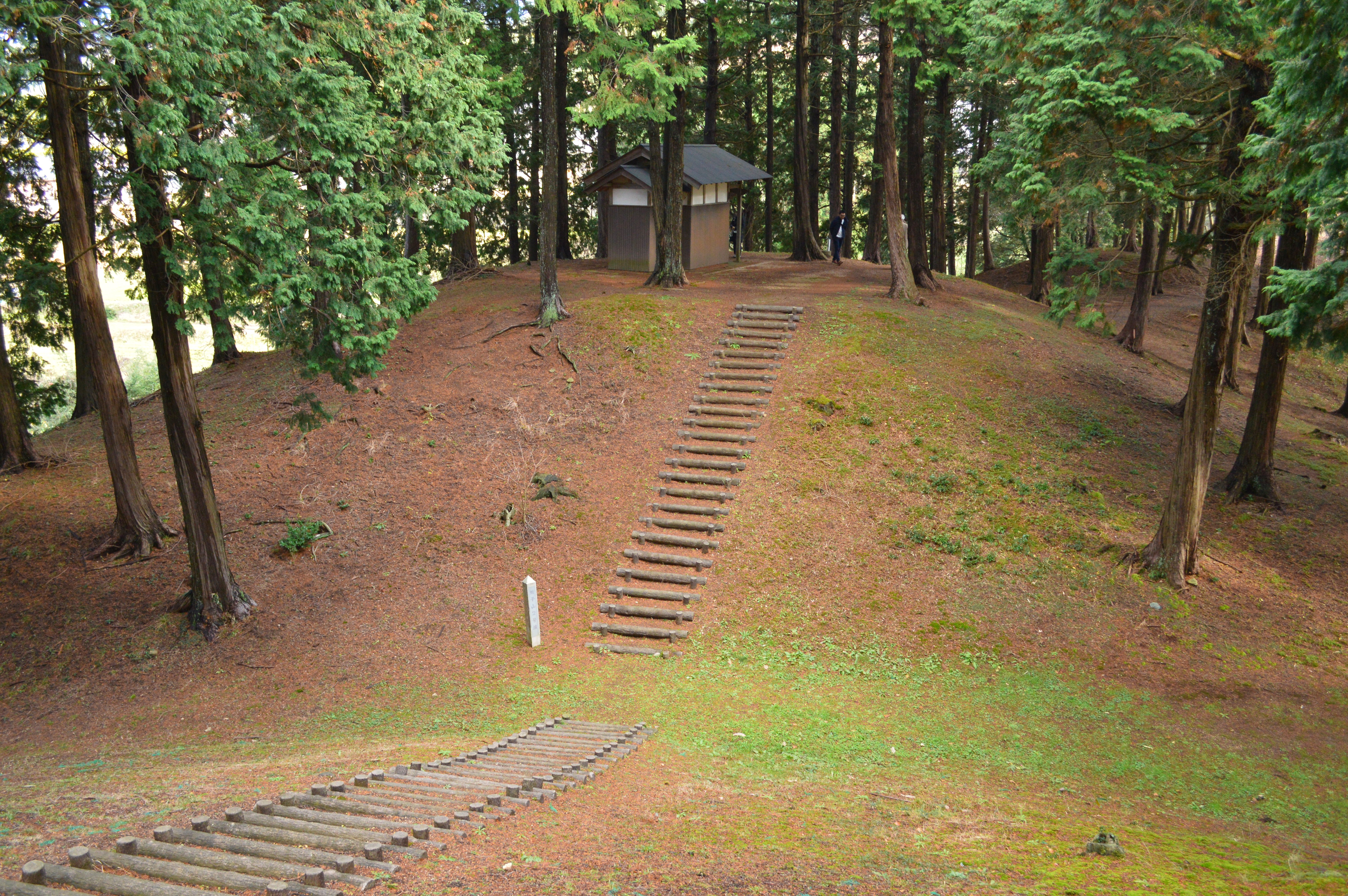
蛭子山2号墳
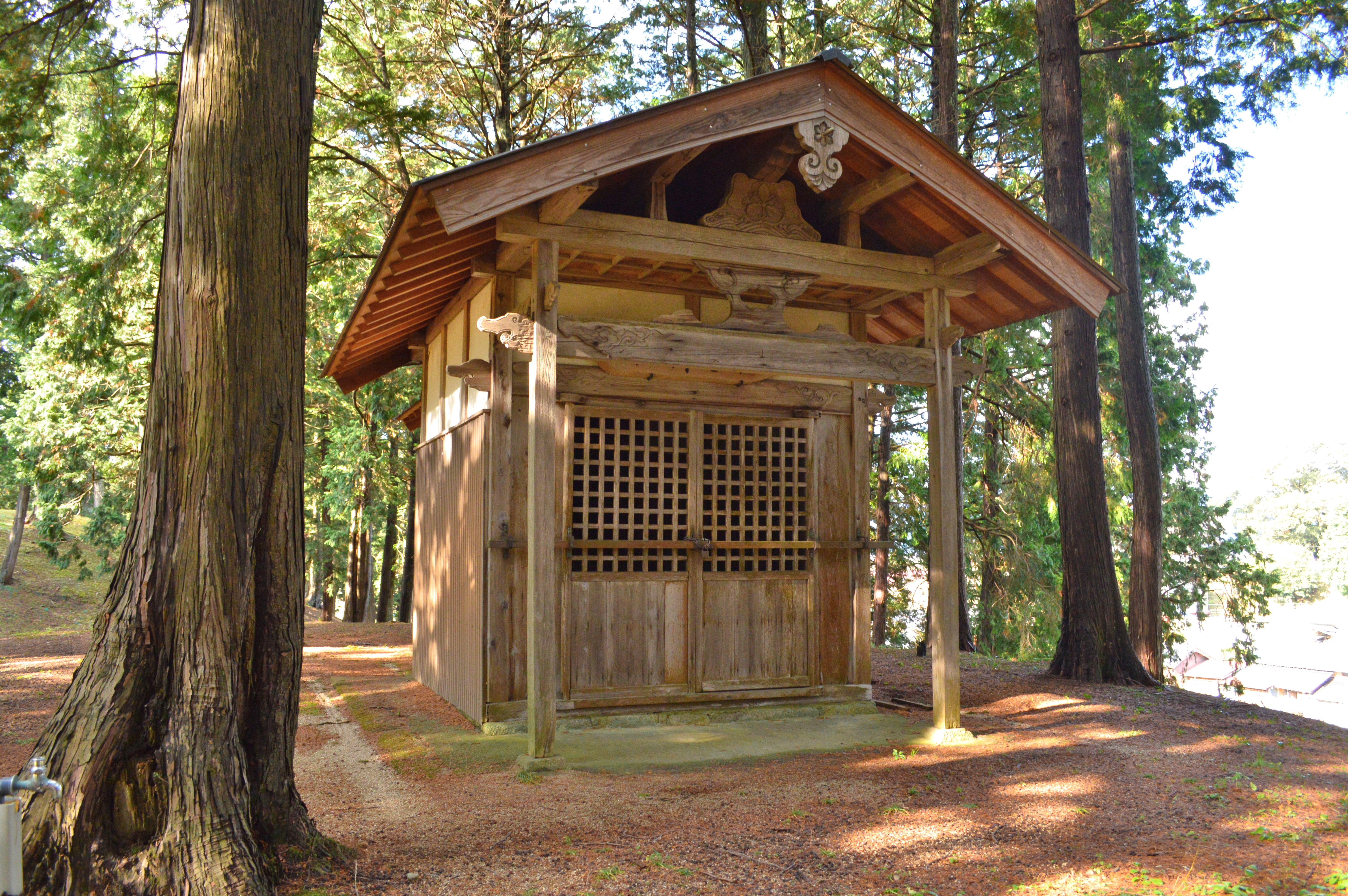
2号墳墳頂の蛭子神社
2号墳出土埴輪 与謝野町古墳公園はにわ資料館展示。
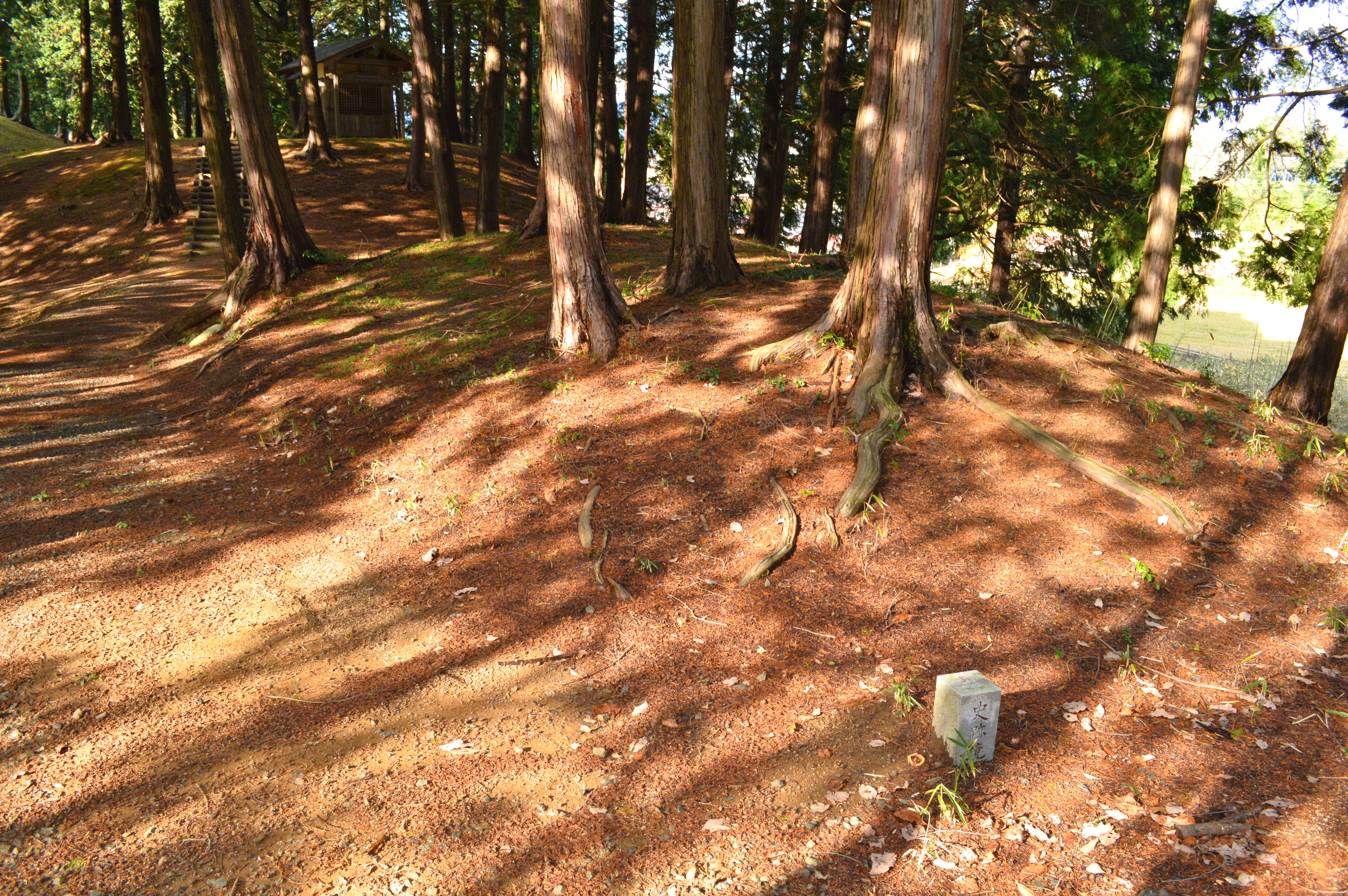
蛭子山3号墳

## 文化財

### 国の史跡
- 蛭子山古墳 - 史跡範囲は蛭子山1号墳・2号墳・3号墳。1930年（昭和5年）7月8日指定[6]。

### 京都府指定文化財
- 有形文化財
  - 舟形石棺 蛭子山1号墳出土（考古資料） - 2019年（平成31年）3月29日指定[8]。

### 京都府暫定登録文化財
- 丹後型円筒埴輪 蛭子山古墳出土（考古資料） - 2025年（令和7年）3月25日登録[11]。

## 考証
蛭子山1号墳は、前述（概要節）のように丹後半島において網野銚子山古墳（京丹後市網野町）・神明山古墳（京丹後市丹後町）に次ぐ第3位の規模になる。これら3基は日本海側で圧倒的に規模が大きいことから、「日本海三大古墳」と総称される。蛭子山1号墳は、三大古墳のうちで3番目の規模であるが最も早い築造であり、当時としては丹後半島で最大規模になるほか、この地域において段築・葺石・円筒埴輪の3つを備えた古墳としても初期の部類とされる。
弥生時代末期から古墳時代前期にかけての丹後半島では、日本海交易により一定勢力が伸長したといわれる。上記の三大古墳では、いずれも丹後型円筒埴輪という丹後半島特有の在地性埴輪の使用が見られ、蛭子山1号墳の舟形石棺も在地色の強い様式になる。このような丹後地方の勢力（タニハ勢力）を独自的な勢力と見て「丹後王国」と呼称する説もあるが（「丹後王国論」参照）、古墳の墳形自体はヤマト王権特有の前方後円形をなし、弥生時代までと異なり古墳時代以降ではヤマト王権への強い従属性を示している。なお三大古墳の後の5世紀に入ると、タニハ勢力の主要地は南の雲部車塚古墳（兵庫県丹波篠山市）に移り、丹後地方では大型古墳は築造されなくなる。

## 現地情報
所在地
- 京都府与謝郡与謝野町字加悦・明石[1]

関連施設
- はにわ資料館 - 与謝野町立古墳公園に併設。蛭子山古墳群・作山古墳群等の出土品を保管・展示。

周辺
- 作山古墳群 - 国の史跡。
- 白米山古墳 - 国の史跡。